# Moḩsenīyeh
Moḩsenīyeh (persiska: محسنیّه) är en ort i Iran.   Den ligger i provinsen Khuzestan, i den centrala delen av landet, 600 km söder om huvudstaden Teheran. Moḩsenīyeh ligger 78 meter över havet och antalet invånare är 126.
Terrängen runt Moḩsenīyeh är platt åt sydväst, men åt nordost är den kuperad. Runt Moḩsenīyeh är det ganska tätbefolkat, med 62 invånare per kvadratkilometer. Närmaste större samhälle är Longīr-e Vosţá, 4,4 km söder om Moḩsenīyeh. Omgivningarna runt Moḩsenīyeh är i huvudsak ett öppet busklandskap.